# Claudia Sinesi
Claudia Sinesi (Buenos Aires, Argentina, 24 de abril de 1961) es una bajista, cantante, guitarrista y compositora de rock argentino, de vasta trayectoria. Sinesi es reconocida por haber sido la bajista e integrante original del famoso grupo pop rock femenino Viuda e Hijas de Roque Enroll, junto con María Gabriela Epumer (guitarra), Mavi Díaz (voz) y Claudia Ruffinatti (teclados, coros). Sinesi ha compartido escenario con Luis Alberto Spinetta, María Gabriela Epumer, Celeste Carballo, Sandra Mihanovich, Ulises Butrón, Suavestar, entre otros famosos artistas. En la actualidad lleva una carrera solista.

## Biografía
Originaria de Capital Federal, a los siete años, formó su primer grupo con su hermano, Quique y dos amigos del barrio llamado The Grass Hoppers. Diez años más tarde, tocó junto con Juan Carlos "Mono" Fontana y con su inseparable amiga María Gabriela Epumer. Años más tarde, junto con Epumer y Andrea Álvarez, formarían la banda Rouge.
En el año 1984, junto con Epumer, formaron parte del exitoso grupo Viuda e Hijas de Roque Enroll, con las que editarían cuatro trabajos discográficos Con esta agrupación, colaboró en las composiciones de varias canciones que fueron hit como: «La familia argentina», «Tras la medianera», «Crónica de una violación», entre otros. Tras la disolución del grupo, en 1988, siempre codo a codo con Epumer, formaron el dúo Maleta de Loca. Las ex Viuda, estaban acompañadas por Jota Morelli en batería, Bam Bam Miranda en percusión y Daniel Bazano en teclados. Su único álbum se editó en 1989 bajo el nombre de Maleta de loca.
En 1986, incursiona en cine junto a las Viuda e hijas de Roque Enroll en una participación especial en el film Te amo, protagonizada por Ulises Dumont, Betiana Blum, Ricardo Darín, José Soriano, Gogó Andreu y Perla Santalla, entre otros. En ella interpretan el tema «Hawaian II».
A principios de los noventa, participó en la presentación en vivo del disco Pelusón of milk (1991), invitada por Luis Alberto Spinetta. Entre los años 2002 y 2005 integra la agrupación Suavestar, banda liderada por Yuliano Acri.
En 2006, graba para Alina Gandini en el disco El rock es mi forma de ser y en la actualidad la acompaña en vivo como bajista. En 2012 grabó su primer disco solista homónimo que fue grabado entre febrero de 2009 y septiembre de 2010, en la realización de Sinesi. Participaron Tomás Barry (coautor de tres canciones), Yuliano Acri, Fernando Nalé, Tweety González, Quique Sinesi, Juliana Gattas, Félix y Aquiles Cristiani, Axel Ulrich (Archie) y María Gabriela Epúmer, esta última fallecida en 2003. Muchas de sus canciones fueron grabados e interpretadas por Celeste Carballo, Sandra Mihanovich, María Rosa Yorio, etc.
En el 2014, regresa a la pantalla chica en un especial de la telenovela Solamente vos, donde las Viuda e Hijas del Roque Enroll participan en con el tema «Lollipop» junto a Natalia Oreiro.

## Discografía
Con Viuda e Hijas de Roque Enroll
- 1984: Viuda e Hijas de Roque Enroll
- 1985: Ciudad Catrúnica
- 1986: Vale cuatro
- 2003: Viuda e Hijas de Roque Enroll (simple)
- 1995: Telón de crep (en vivo)
- 2014: Perlas y diamantes

Con Maleta de Loca
- 1989: Maleta de Loca

Con Sandra y Celeste
- 1990: Mujer contra Mujer

Como solista
- 2012: Claudia Sinesi
- 2000: Refugio